# Palazzo Petroni
Palazzo Petroni è un palazzo di Siena, situato in via di Pantaneto. È uno dei pochi esempi di architettura tardo-gotica senese, come ancora leggibile nella struttura del palazzo.

## Storia
Costruito verso la fine del XII secolo dalla famiglia del cardinale Riccardo Petroni, il palazzo presenta una pianta quadrata che ingloba una torre posizionata sulla destra del fronte principale. Al suo interno si trovano una corte e un pozzo. La facciata subì delle modifiche nel Cinquecento, attribuite a Baldassarre Peruzzi o alla sua scuola. Nonostante queste trasformazioni, restano visibili le arcate originali del grande loggiato che si sviluppa sui primi due piani. Sui due livelli si possono anche notare i segni distintivi delle famiglie che vi si sono succedute, come i Petroni, gli Ascarelli, e altre famiglie locali, tra cui cinque stemmi in marmo provenienti dalla montagnola Senese, posizionati sotto la cornice del secondo piano.
L'interno del loggiato conserva un aspetto tipicamente cinquecentesco, con archi a tutto sesto realizzati in mattoni a vista. La corte, accessibile tramite un elegante portale ad arco semplice, è una delle poche con colonne ottagonali simili a quelle di Palazzo Pubblico in Piazza del Campo, risalenti anch'esse alla fine del XII secolo.
Nel corso dei secoli, il palazzo passò prima ai Piccolomini Carli e successivamente fu acquistato dai Palagi nella seconda metà del XIX secolo. Da loro, il palazzo giunse infine ai Vegni, che lo abitano ancora in parte. Dopo un recente restauro, l'edificio è visitabile esclusivamente all'esterno.